# Typophyllum egregium
Typophyllum egregium är en insektsart som beskrevs av Morgan Hebard 1924. Typophyllum egregium ingår i släktet Typophyllum och familjen vårtbitare. Inga underarter finns listade i Catalogue of Life.